# Fukushima-olyckan
Fukushima-olyckan (福島第一原子力発電所事故 fukushima daiichi genshiryoku hatsudensho jiko?) avser en serie haverier och utsläpp av radionuklider vid kärnkraftverket Fukushima I som följde jordbävningen vid Tohoku den 11 mars 2011.

Hur evakueringszonen utvidgades första veckan.

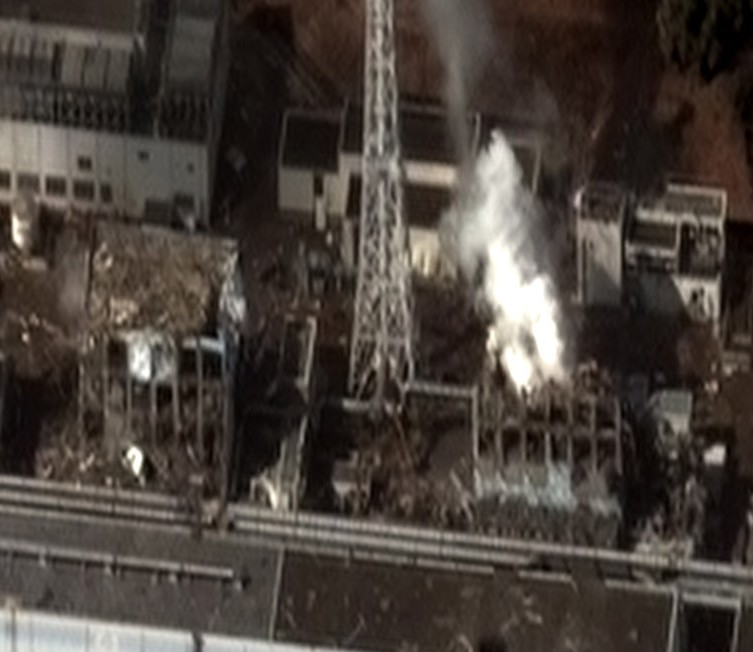
Två av reaktorenheterna fem dagar efter olyckan.

Tre av verkets sex block var vid tillfället i drift och snabbstoppades, då jordbävningen slog ut det yttre elnätet. Den tsunami, som följde 56 minuter efter jordbävningen, slog ut de reservgeneratorer som användes för reaktorernas kylning. Endast batterikraft återstod då och ungefär 50 minuter senare upphörde nödkylsystemet att fungera i block 1 och 2 och efter ytterligare 1,5 dygn även i block 3. Därefter saknade såväl härdar som bränslebassänger kylning, vilket ledde till partiella härdsmältor med vätgasexplosioner och utsläpp av radioaktiva ämnen som följd.
Vad som utmärker olyckan är att tre systemtekniskt separata reaktorer totalhavererade med avseende på samtliga barriärer avsedda att hindra radioaktivt läckage under de två dygn som följde. I en långsam process utdragen över flera dygn skedde detta på ett mycket spektakulärt sätt med kraftiga explosioner, som en efter en totalt ödelade reaktorhallarna i block 1, 3 och 4 och allvarligt skadade den i block 2. När detta skett, torrkokade till slut även det kärnbränsle, som lagrats i öppna bränslebassänger i närheten av reaktorerna.
Enligt Japans kärnsäkerhetsorgan  NISA  (Nuclear and Industrial Safety Agency)  var mängden radioaktivt cesium som spreds i atmosfären efter explosionen lika med 168 Hiroshimabomber. Olyckan har rankats på den högsta nivån på INES-skalan för allvarlighetsgrad på kärnkraftsolyckor och -incidenter.
Japanska dagstidningens Asahi Shimbun vetenskapsredaktör, Mariko Takahashi har i efterhand summerat vad som hände under Fukushimakatastrofens första månad.

## Förlopp dag för dag
Den japanska kärntekniksammanslutningen JAIF har också sammanställt förloppet 11–17 mars, 17–24 mars samt 24–31 mars i tre pdf-dokument. Även enskilda rapporter har tidvis varit egendomligt formulerade (vilket förklarar varför denna text också har många egendomliga formuleringar). I den mån materialet nedan härrör ur dessa anges referens.

### 11 mars
14:46 slogs elnätet ut av ett jordskalv med epicentrum i havet 150 km nordost om anläggningen.
15:42 slogs reservkraften ut av den tsunami som följde på skalvet.
15:45 spolades reservgeneratorernas bränsleförråd bort av det stigande vattnet.
16:36 upphörde nödkylningen att fungera vid block 1 och 2.

### 12 mars
04:00 Inneslutningstrycket vid block 1 låg 8,4 bar över konstruktionstrycket. Det höga trycket i inneslutningen berodde på att den ånga som avblåsts från reaktortanken till kondensationsbassängen innehöll stora mängder vätgas till följd av den inträffade härdsmältan. Vätgasen kondenserades inte i kondensationsbassängens vatten, utan orsakade ett ökat tryck i inneslutningen.
05:22-32 förlorades tryckinstrumenteringen vid block 1 och 2.
09:07 Beslut om att via en avblåsningsventil sänka reaktortanktrycket i block 1.
14:49 Trycket minskades i inneslutningen vid block 1 via reaktorhallen. Cesium detekterades vilket innebar ännu en indikation på att härdsmälta hade skett.
15:36 Hela reaktorhallen vid block 1 blåstes bort av en kraftig vätgasexplosion.
20:20 Beslut om att mata havsvatten till block 1. En sådan åtgärd förstör reaktorn, varför man avvaktat med det, men det var nu ändå för sent att rädda den.

### 13 mars
05:58 Nödkylsystemet vid block 3 upphörde att fungera. Fram till denna tidpunkt kunde block 3 betraktas som i stort sett oskadat.
09:20 Tryckavlastning av reaktortanken vid block 3 via en avblåsningsventil.
13:12 Beslut om att mata havsvatten till block 3.

### 14 mars
04:08 Temperaturen i bränslebassängerna vid block 4 (pågående revision - nyligen använt bränsle från urladdad härd) sades vara uppe i 84°C.
06:10 Trycket i inneslutningen vid block 3 översteg konstruktionstrycket med 4,6 bar. Tryckavlastning skedde därför, eller som följd av naturlagarna, även denna gång via reaktorhallen.
11:01 Reaktorhallen vid block 3 förstördes av en kraftig vätgasexplosion.
13:25 Trycket i reaktortanken vid block 2 uppgick till 70 bar och ökade ytterligare. Tryckavlastning av reaktortank och inneslutning samt havsvattenmatning förbereddes. I samma rapport angavs att man fått uppgifter om att reaktortanken vid midnatt tio timmar senare varit helt tom på vatten.
16:34 började havsvatten matas även till block 2.
20:50 Med ledning av strålningsmätningar gissade man att "några av bränslestavarna vid block 2 hade skador" (med all säkerhet hade en begränsad härdsmälta redan skett – se nedan).

### 15 mars
06:20 Vätgasexplosion i inneslutningen på block 2 (i andra dokument anges 06:10)
09:38 Vätgasbrand i reaktorhallen i block 4 – härdsmälta i bränslebassäng befarades, men i efterhand visade sig de flesta kassetterna vara oskadda. Vätgasen kom istället från block 3 som tagit sig in bakvägen genom ventilationssystemet
10:22 även i block 3 är bränslebassängen snart tom – 400 mSv/h uppmättes kring den totalförstörda reaktorhallen.
12:29 var branden i block 4 släckt (i ett annat dokument anges dock att branden i block 4 självslocknat kl 11:00 och i samma rapport förklarade man sin avsikt att omedelbart börja återfylla bränslebassängen)

### 16 mars
08:37 Ett stort, vitt rökmoln bolmade upp ur resterna av byggnaden i block 3.
16:00 Försöken att vattenbomba bränslebassängerna avbröts, då överflygningar var omöjliga, till följd av den höga strålningsnivån från de nu helt torra bassängerna.

### 17 mars
09:48 Försöken att vattenbomba reaktor 3 återupptogs, med skärmning av undersidan av helikoptrarna. Resten av dagen fortsatte man med andra metoder. Man gissade att det bränsle som förvarades i bassängen kanske kunde vara skadat.

### 18 mars
13:30 Ett hål sprängdes i taket på block 5, och återfyllning av bränslebassängen med hjälp av en brandbil påbörjades.
17:00 sprängdes även ett hål i taket på block 6.
17:50 Den japanska kärnkraftssäkerhetsmyndigheten NISA deklarerade att man höjde INES-klassningen från 4 (inga allvarliga härdskador eller konsekvenser) till nivå 5 (olycka med konsekvenser).

### 19 mars
05:00 hade normal kylning återställts i bränslebassängen på block 5.
07:42 fungerade åter reservkraften till block 5 och 6.
09:15 togs ännu fler hål i taken upp på block 5 och 6, för att undvika vätgasexplosioner.
14:10 noterades första större framgången i fråga om kylning med brandbil i block 3.
22:14 hade normal kylning återställts i bränslebassängen på block 6.

### 20 mars
08:00 Temperaturen på utsidan av tryckkärlet i reaktor 3 uppgick till 300°C. I kombination med den låga nivå trycket sedan länge torde ha stabiliserats på innebure detta att härden var torrlagd (man höll trycket på mellan 1,2 och 3,2 bar).
15:46 Viss elkraft hade återställts i block 2.
14:30-19:27 Reaktorerna i block 5 och 6 var åter i kallt avställt tillstånd (<100°C).

### 21 mars
11:36 Reservkraften i block 5 ersattes med kraft från allmänna elnätet.
14:30 De första rapporterna kom om hög radioaktivitet i havsvatten.
15:55 Grå rök bolmade ur bränslebassängen i block 3.
16:49 Mängden rök från bränslet i block 3 var lika stor, men färgen hade skiftat till lite ljusare, vilket man såg som ett positivt tecken.
18:02 Mängden rök från brinnande bränsle i block 3 var nu "bekräftat" avtagande.

### 22 mars
10:35 Inkommande kraft återställdes i block 4. Anläggningen var dock i stort sett strömlös ytterligare en tid.
18:20 man meddelade att man begjutit block 3 med vatten (fortfarande havsvatten) motsvarande tre gånger volymen av bränslebassängen.
22:43 hade man åter belysning i kontrollrummet i block 3.

### 23 mars
02:33 Matarvattenledningarna började användas för inpumpning i block 1.
11:03 Bränslebassängerna i block 3 började fyllas via normala ledningar.
16:20 Svart rök steg upp ur bränslebassängen i block 3, men upphörde senare.

### 24 mars
11:30 Krafttillförseln för fungerande belysning i kontrollrummet i block 1 återställdes.
14:36 Bränslebassängen i block 4 återställdes medelst en betongpumpbil (med lång arm).

### 25 mars
06:05 började ordinarie ledningar användas för att återfylla bränslebassängen i block 4. Dock använde man ännu havsvatten (3,5 % salt...).
10:30 matades bränslebassängen i block 3 med havsvatten.
11:00 började man förbereda matning med färskvatten i block 1, 2 och 3.
15:37- inleddes färskvattenmatning till reaktorerna i block 1 och 3.
23:10 Hög radioaktivitet i vatten i (turbinhuset) kondensorkällaren block 1.

### 26 mars
10:10 matades färskvatten i block 2.

### 27 mars
Tillgänglig personal funderade över vad man skulle göra av allt högradioaktivt vatten i turbinbyggnadernas källarplan, och beslutade sig för att försöka fylla upp kondensorerna med det. Det visade sig dock att kondensorerna inte rymde så mycket vatten. Rapporterna tydde på att det ofta inte fanns fackkunnigt folk tillgängligt[källa behövs].
18:31 Elektriska reservmatarpumpar ersatte de tillfälliga brandpumparna i block 1.

### 29 mars
Ljuset var tillbaka i kontrollrummet i block 4, 7 dagar efter att man fått kraft på inkommande skenor. Sakta men säkert började man ersätta havsvatten med färskvatten även för bränslebassängerna. Bränslebassängen i block 3 fylldes fortfarande via betongbil.

### 30-31 mars
09:45 återupptogs fyllningen med brandpump av bränslebassängen i block 2, sedan en spricka upptäckts i slangen till den tillfälliga elektriska pumpen. Reparationsarbeten startades med en gång för att pumpen skulle kunna startas igen.
Mycket höga halter av I-131 (kortlivad, således från bränsle i härdar) uppmättes i havet.

### 11 april
Olyckan ges nivå 7, högsta nivån på allvarlighetsgraden för kärnkraftsolyckor och incidenter.

### 29 april
Det har framkommit på en IAEAkonferens i Wien att viktiga data gick förlorade i och med att datorer slogs ut vid olyckan. Detta gör att det kan ta åratal att reda ut till exempel i vilken ordning nödsystemen slutade att fungera.

### 5 maj
För första gången sedan olyckan gick 13 kärnkraftsarbetare in i byggnaden för reaktor 1. De turades om att försöka få igång filtrering av radioaktiviteten i byggnaden, och var totalt inne i ungefär en och en halv timme.

### 4 juni
Strålningen nådde sitt högsta värde hittills.

### 8 juni
Den japanska kärnsäkerhetsmyndigheten NISA beräknar att olyckan totalt har lett till utsläpp av 770 terabecquerel, vilket är drygt en sjundedel av den totala beräknade utsläppsmängden vid Tjernobylolyckan.

### 21 juni
Höga halter av radioaktiva ämnen även i Tokyo. Radioaktiv ånga strömmar fortfarande ut.

### 2 augusti
Ny högstanivå för strålningen i kärnkraftverket uppmätt (dödlig dos) dock inuti detta.

## Läget för reaktorerna en vecka efter olyckan
| Status för reaktorerna 19 mars 2011, 16:00 JST | 1 | 2 | 3 | 4 | 5 | 6 |
| ---------------------------------------------- | --- | --- | --- | --- | --- | --- |
| Effekt (MWe)                                   | 460 | 784 | 784 | 784 | 784 | 1100 |
| Reaktortyp                                     | BWR-3 | BWR-4 | BWR-4 | BWR-4 | BWR-4 | BWR-5 |
| Status vid jordbävningen                       | I drift | I drift | I drift | Avställd | Avställd | Avställd |
| Bränslets tillstånd                            | skadat | skadat | skadat | inte skadat | inte skadat | inte skadat |
| Inneslutningens tillstånd                      | intakt | möjlig skada | troligen "inte skadat" | intakt | intakt | intakt |
| Härdkylsystem 1 (beroende av el)               | fungerar inte | fungerar inte | fungerar inte | behövs inte | behövs inte | behövs inte |
| Härdkylsystem 2 (beroende av el)               | fungerar inte | fungerar inte | fungerar inte | behövs inte | behövs inte | behövs inte |
| Reaktorbyggnaden integritet                    | svårt skadad | skadad | svårt skadad | svårt skadad | öppet lufthål | öppet lufthål |
| Reaktortank - vattennivå                       | bränslestavar delvis eller helt exponerade | bränslestavar delvis eller helt exponerade | bränslestavar delvis eller helt exponerade | säkrad | säkrad | säkrad |
| Reaktortank - tryck                            | stabilt | okänt | stabilt | säkrat | säkrat | säkrat |
| Tryck i inneslutningen                         | stabilt | torrkokat: Okänt, SPF: Öppen | stabilt | säkrat | säkrat | säkrat |
| Havsvattenkylning av härden                    | pågår | pågår | pågår | behövs inte | behövs inte | behövs inte |
| Havsvatten till inneslutning                   | pågår | Skall beslutas | pågår | behövs inte | behövs inte | behövs inte |
| Tryckavlastning av inneslutningen              | tillfälligt stoppad | tillfälligt stoppad | tillfälligt stoppad | behövs inte | behövs inte | behövs inte |
| Tillstånd för använt bränsle                   | Vatteninpumpning övervägs | Ingen information | Låg vattennivå i bassängen, inpumpning | Låg vattennivå i bassängen, inpumpning, vätgas från bassängen har exploderat | Ökande temperatur | Ökande temperatur |
| Status gällande evakuering                     | 20 km (30 km anmodas att hålla sig inomhus) | 20 km (30 km anmodas att hålla sig inomhus) | 20 km (30 km anmodas att hålla sig inomhus) | 20 km (30 km anmodas att hålla sig inomhus) | 20 km (30 km anmodas att hålla sig inomhus) | 20 km (30 km anmodas att hålla sig inomhus) |
| Miljöeffekter                                  | Port på västsidan: 364,5 μSv/h 19 mars kl 09:00 | Port på västsidan: 364,5 μSv/h 19 mars kl 09:00 | Port på västsidan: 364,5 μSv/h 19 mars kl 09:00 | Port på västsidan: 364,5 μSv/h 19 mars kl 09:00 | Port på västsidan: 364,5 μSv/h 19 mars kl 09:00 | Port på västsidan: 364,5 μSv/h 19 mars kl 09:00 |
| INES                                           | Nivå 5 utfärdat av NISA. Nivå 6 utfärdat av Frankrikes kärnfysiska övervakningsorgan, ASN och IAEA. En månad efter tsunamin valde man att klassificera olyckan till nivå 7, den högsta nivån. | Nivå 5 utfärdat av NISA. Nivå 6 utfärdat av Frankrikes kärnfysiska övervakningsorgan, ASN och IAEA. En månad efter tsunamin valde man att klassificera olyckan till nivå 7, den högsta nivån. | Nivå 5 utfärdat av NISA. Nivå 6 utfärdat av Frankrikes kärnfysiska övervakningsorgan, ASN och IAEA. En månad efter tsunamin valde man att klassificera olyckan till nivå 7, den högsta nivån. | Nivå 5 utfärdat av NISA. Nivå 6 utfärdat av Frankrikes kärnfysiska övervakningsorgan, ASN och IAEA. En månad efter tsunamin valde man att klassificera olyckan till nivå 7, den högsta nivån. | Nivå 5 utfärdat av NISA. Nivå 6 utfärdat av Frankrikes kärnfysiska övervakningsorgan, ASN och IAEA. En månad efter tsunamin valde man att klassificera olyckan till nivå 7, den högsta nivån. | Nivå 5 utfärdat av NISA. Nivå 6 utfärdat av Frankrikes kärnfysiska övervakningsorgan, ASN och IAEA. En månad efter tsunamin valde man att klassificera olyckan till nivå 7, den högsta nivån. |

## Erfarenheter
Anmärkningsvärt i förloppet är, att samma svåra haveri skedde i flera oberoende reaktorer, där tid fanns att genom analys av ett haveri dra slutsatser om hur ett annat kanske kunde undvikas. Detta tyder på en systematisk svaghet i organisation eller konstruktion (se Felträdsanalys). En erfarenhet från olyckan är således, att felsannolikheter i sena skeden av haveriförlopp är mycket höga. En annan erfarenhet är att sannolikheten är mycket hög för katastrofala utsläpp som oväntad, sekundär effekt av bränsleskador i lugnt förlopp kännetecknat av låg resteffekt:
Säkerhetssystemen fungerade och klarade kylningen under den mest kritiska perioden, som följde på snabbstoppet och i och med detta fick olyckan aldrig det snabba förlopp med härdsmälta i tidigt skede, vilket man i kärnkraftsammanhang är mest oroad över. Ändå blir utsläppen i slutänden vida mer omfattande än man tidigare ansett sig behöva räkna med, ens i de allra värsta fallen. Först efter mycket lång tid lyckades det att återställa anläggningarnas mest kritiska funktioner. Under tiden hann bassänger för använt bränsle nå höga temperaturer, och till slut torrläggas med bränslebränder och mycket stora utsläpp som följd.
Troligen hade ansvariga räknat med att bränsle som förvarades i öppna bränslebassänger skulle klara sig med luftkylning. Sedan byggnaden rasade samman över bassängerna, blev de dock till slut överhettade. I kombination med den överbegjutning med havsvatten, som man tillgripit för att i någon mån begränsa skadorna, blev anläggningarna nedsmutsade av nedträngande vatten bemängt med högaktiva rester från bränslebränderna, något som i hög grad ytterligare försvårade arbetet.

### Härdsmälta i tre reaktorer
Enligt en rapport  från Tepco så anses block 1 vara mest drabbat av härdskador. Troligtvis har hela härden smält ner och samlats på reaktortankens botten, och delar av den har smält igenom och trängt in ca 70 cm i inneslutningens betonggolv. Block 2 och 3 har skador som påminner om Harrisburgolyckan, och blockens tankbottnar kan också ha drabbats smält igenom. Kokarreaktorer har omfattande system av styrstavsledrör som kan ha bidragit till att fånga upp eventuell smälta. En viktig skillnad mot Harrisburg är dock att block 2 har läckande inneslutning. Förorenat kylvatten tränger ut och spridning sker till grundvattnet.
Harrisburgolyckan gav viktiga, praktiska erfarenheter av, i vilken mån och hur snabbt en reaktorhärd tar skada av bristande kylning. En kokvattenreaktor skiljer sig från en tryckvattenreaktor i och med en större mängd bränsle och konstruktionsmaterial i härden samt att härden inte är lika effekttät vilket har betydelse för hur snabbt härdskador uppstår. Ändå går det ganska bra att dra viktiga generella slutsatser:
Även om en härd får kylning under den inledande perioden med hög resteffekt som följer på ett snabbstopp är resteffekten ännu många timmar efter snabbstoppet hög nog att totalförstöra härden inom någon timme från det att härden torrkokats. Första tecken på härdskador är utsläpp av fissionsgaser från bränslet. När stora mängder vätgas avgår kan man utgå ifrån att delar av härden rasat samman och partiell härdsmälta är ett faktum. I det aktuella fallet hade bränsle i såväl härdar som bränslebassänger stått helt utan kylning under flera dygn.

## Konsekvenser
Fukushima-olyckan fick en mängd konsekvenser.
- I Japan stängs Hamaoka kärnkraftverk.[24]
- TEPCO:s VD avgick.[25]
- Kritik mot att japanska strålsäkerhetsmyndigheten Nisa sorterar under samma myndighet som gör reklam för kärnenergi.[26]
- Flera omgångar livsmedel drogs tillbaka, strax efter olyckan färskvaror från betande djur, och senare mjölkpulver, den senare gången på grund av radioaktivt cesium som tros komma från olyckan.[27] Larmen om strålskadad tonfisk[förtydliga] fångad utanför USA:s västkust på andra sidan av Stilla havet jämfördes dock senare med de betydligt högre doser man får genom att äta vanliga, icke-strålskadade bananer.[28]
- Över 100 personer rapporteras ha fått högre stråldoser än vad som motsvarar en livsdos. April 2012 har emellertid ingen avlidit till följd av strålskador.
- Människorna i området kan inte fortsätta leva i sina bostäder.
- En evakueringszon på 20 km är förbjudet område och kommer att förbli obeboeligt i decennier framöver enligt experter.[29]
- En månad efter olyckan var halten cesium-137 i havet utanför kärnkraftverket 50 miljoner gånger högre än innan olyckan [30] och  462 TBq (terabecquerel=biljoner Becquerel) av radioaktivt strontium har släppts ut i Stilla Havet[31].
- I Tyskland bekräftades och konkretiserades det tidigare beslutet om minskad kärnkraft nu med att helt avveckla kärnkraften.[32] Tysklands sju äldsta kärnkraftsreaktorer stoppades.[33]
- I Schweiz togs ett beslut om att avveckla kärnkraften.[34]
- Beslut om att stresstesta kärnkraftverken togs i Sverige[35] liksom hela EU.[36] I Sverige välkomnades beslutet av dåvarande miljöministern Andreas Carlgren som kallade kärnkraften "en parentes i Sveriges energihistoria".[37]